# Зачем их звать обратно с небес?
Зачем их звать обратно с небес? (англ. Why Call Them Back from Heaven?) — научно-фантастический роман Клиффорда Саймака, впервые опубликован в 1967 году.

## Публикация
Впервые опубликован издательством Doubleday в 1967 году, а в 1968 году — Ace Special и Science Fiction Book Club. Твердый переплет был издан Gollancz в 1967 году, а в мягком издательством Pan Books появилась в 1970 году. Роман был переведен на немецкий и португальский языки в 1967 году; французский перевод в 1969 году, а итальянский перевод — в 1978 году.

## Сюжет
Роман посвящен картинам будущего, в котором главным мотивом большинства людей становится накопление средств на процедуру крионики.

## Критика
Писательница Джудит Меррил высоко оценила «красиво сбалансированное начало романа, в котором персонаж, сюжет и контекст образуют внутреннее единство», но упрекнула длинную «разочаровывающую среднюю часть приключенческого боевика», которая привела к «чрезвычайно провокационному, хотя и смешанному концу книги». Альгис Будрис заключил, что роман является примером того, как «сильные стороны Саймака как автора рассказов часто обнажают слабости в том, что он делает как писатель».